# Símbolos de Apóstoles
Los Símbolos de Apóstoles, son el emblema representativo de este departamento argentino de la provincia de Misiones. La imagen de estos símbolos estás representados por el escudo de armas de la ciudad de Apóstoles y la bandera municipal tricolor.

## Escudo
El escudo del municipio de Apóstoles es uno de los símbolos que representan a esta ciudad. En el escudo se muestra gráficamente dos columnas en el lado diestro y siniestro con ramas de laurel flórido, hay cuatro cuarteles con los colores de la bandera nacional y también la bandera argentina está por debajo. En parte superior está un sol naciente en forma triangular.
En el cuartel superior izquierdo están las nubes y en el cuartel superior derecho está una cruz de la torre mayor de la parroquia. En el cuartel inferior está el territorio de Apóstoles con una estrella que símboliza la cabecera municipal, con dos frechas 1633 y 1897, periodo de la fundación de la localidad y periodo de su municipalización. En el cuartel inferior derecho está la torre de la parroquia de Apóstoles.

### Historia
El diseño del escudo municipal fue el resultado de un concurso organizado por la Comisión Municipal de Cultura y Turismo en el año de 1984. El Jurado, luego de sus deliberaciones, resolvió proclamar como ganador el escudo diseñado por Omar Cecilio Barzola.

## Bandera
La bandera de Apóstoles (municipio de la provincia argentina de Misiones) es el pabellón que representa a esta localidad, y ―junto con el escudo― tiene la categoría de símbolo municipal.
Está conformada por los colores rojo, verde y blanco.

### Historia
Apóstoles adoptó como bandera la que, a principios del siglo XIX, Andresito Guazurarí designó para Misiones, cuando fue gobernador y comandante general de esta provincia.
En aquel entonces, el grupo de provincias gobernadas en su conjunto por José Gervasio Artigas conformaron la Liga Federal de los Pueblos Libres. Cada jurisdicción provincial tenía su propia bandera, y Misiones ―como pueblo libre y soberano integrante de aquella Liga―, también creó su propia enseña.

### Significado
Sus colores significan, por una parte, el federalismo y la sangre derramada por los valientes en las luchas por la libertad (rojo), la espesura selvática guaraní (verde), y la Libertad y la Paz (blanco).
El pabellón que hoy representa a los apostoleños suma nuevos significados a los ya existentes en sus colores; tierra colorada, lugar de trabajo y crisol étnico (rojo); yerba mate, ambiente ecológico y sano (verde), y esperanza, tolerancia, dignidad y vida (blanco).